# 2014년 포르투갈 레지오넬라 유행
2014년 포르투갈 레지오넬라 유행(포르투갈어: Surto de Legionella em Portugal de 2014)은 2014년 11월 7일부터 21일까지 포르투갈 리스본 빌라프란카드시라의 포보아드산타이리아, 포르트다카자, 비알롱가에서 유행했던 레지오넬라가 일으키는 레지오넬라증 유행병 확산 사태이다. 2014년 12월 5일 기준으로 336명이 감염되고 11명이 사망했다. 그 외의 지역에서는, 앙골라의 루안다에서 감염자 1명이 발견되었고, 페루의 리마에서도 1명이 발견되었으나 포르투갈의 감염과는 상관이 없는 것으로 밝혀졌다. 이 유행은 레지오넬라가 발견된 이래 역사상 세번째로 큰 확산이다.
파울로 마세코 포르투갈 보건부 장관은 11월 21일 레지오넬라 유행이 끝났다고 선포했다. 하지만 나중에도 사망자가 늘어날 수는 있다고 말했다.

## 기원
이 유행의 기원은 아직 알려지지 않았다. 보건 당국은 수도 처리와 같은 공공장소에서 처음 감염되었으며 추가 감염 의심자가 늘어날 수 있다는 것을 언급했다. 이를 위해서 기원 추적 및 물 시료 분석이 필요하다고도 말했다. 11월 8일에는 총 20곳을 조사했다. 11월 9일에는 또 다른 공장 4곳과 호텔 1곳 등 총 5곳을 추가로 조사했다. 이 시료에서는 어떠한 박테리아의 흔적도 발견되지 않았다. 지금까지, 지난 14일 동안 같은 사건이 일어난 추가 감염자는 아직 발견되지 않았다.
11월 11일, 솔베이 기업의 포보아 지역 공장에 레지오넬라균 양성 반응이 나왔지만, 보다 포괄적인 검사를 위한 히카르두 조르즈 박사 국립보건연구소의 결과는 아직 나오지 않았다. 이 결과는 아두부스 드 포르투갈(ADP), 센트랄 드 세르베자스와 같은 다른 공장에 채취한 샘플도 포함하고 있다.
이후, 같은 날에 ADP 공장도 추가로 검토할 것으로 예상하고 있다. 이 새로운 검사는 현재 일어난 발발이 범죄 활동과 연관되어 있는지를 밝힐 것으로 기대하고 있다.
11월 21일, ADP 공장이 레지오넬라 유행의 원인인 것으로 확인했다.

## 역사
11월 8일 기준으로, 사망자 1명을 포함하여 레지오넬라균 감염자가 총 90명인 것으로 확인했고, 감염 의심자는 그보다 더 많다. 그러나, 보건 당국은 첫 번째 사망자가 심한 흡연자인 59세 남성으로, 병원에 도착한 지 3시간만에 사망했다고 말했다.
11월 9일, 감염자수는 120명으로 늘어났다. 기존에 감염자였던 66세 남성과 81세 여성이 병원에서 사망하면서 사망자수는 3명으로 증가했다. 6명은 현재 위급한 상태에 있다고 말했다. 이날 오후에는 감염자 180명, 사망자 4명이라고 보고했다. 24명이 응급실에서 치료를 받고 있다고 전했다. 또한, 또 다른 사망자 한명이 조사 결과 레지오넬라균으로 인해 사망한 것으로 확인된다고 전했다.
11월 12일, 감염자수가 291명으로 늘어났으며, 7명이 사망했고, 사망자 2명이 추가 조사를 받고 있으며 49명이 응급실에서 치료를 받고 있다.
11월 13일, 사망자 7명을 제외한 감염자수는 311명으로 증가했다.
11월 17일, 감염자수 331명, 사망자 8명으로 증가했다.
11월 21일, 감염자수 336명, 사망자 10명으로 증가했다. 유행이 끝났다고 선포했다.
12월 4일, 43세 남성이 사망하면서 사망자가 11명으로 증가했다.

## 방재 조치
보건 당국은 샤워기를 피하고 공조기기와 같은 고압의 물을 사용하는 장치에 가까이 가지 말것을 권하며, 공기 중에 물 입자가 많은 습한 곳도 피하라고 권고했다. 이 유행이 번진 지역에서는 헌혈이 금지되었다.